# Traité de Versailles (1783)
Pour les articles homonymes, voir Traité de Versailles (homonymie).
Le traité de Versailles de 1783,, appelé aussi la paix de Versailles, ou paix de Paris, est un traité signé à Versailles le 3 septembre 1783, en même temps qu'un autre traité était signé le même jour à Paris (traité de Paris).
Le traité de Versailles est « composé » de trois traités bilatéraux définitifs de paix et d'amitié signés par la Grande-Bretagne avec respectivement un traité avec la France qui met fin à la guerre franco-anglaise, un second traité avec l'Espagne qui met fin à la guerre anglo-espagnole, et enfin, en 1784, un troisième traité avec les Provinces-Unies, qui met fin à la quatrième guerre anglo-néerlandaise.

## Négociations
| |  | |
| Avant le traité de Paris (1763), la France possédait un territoire allant du golfe du Saint-Laurent au golfe du Mexique, appelé Nouvelle-France. |  | En 1783, la France conserve Saint-Pierre-et-Miquelon mais ne récupère pas le Canada, qui est maintenu en possession britannique. |

La révolution américaine, commencée en 1765 dans les Treize colonies américaines contre la Grande-Bretagne, se transforme en 1775 en guerre d'indépendance puis dès 1778 en guerre franco-anglaise quand la France décide d'aider les « insurgents » américains pour ravir le commerce lucratif entre la Grande-Bretagne et ses colonies.
En 1781, les dépenses militaires de la Grande-Bretagne accroissant considérablement sa dette l'oblige à capituler à la bataille de Yorktown et à engager des négociations secrètes directement avec les États-Unis. 
En 1782 et 1783, vingt-deux vaisseaux et frégates français ont été pris ou victimes de naufrages. Le conflit se prolongeant aurait pu voir les pertes françaises augmenter, car l’état des finances ne permettait plus l’armement des grandes escadres, ni le maintien de l’effort sur tous les fronts.
Des articles préliminaires ont été signés le 20 janvier 1783 à Versailles.

## Résumé du contenu
En vertu des traités de Versailles, la Grande-Bretagne restitue une partie des possessions qu'elle avait acquises lors du traité de Paris de 1763 :
L'Espagne récupère Minorque et les deux Floride (mais la Grande-Bretagne garde Gibraltar).
Avec la France, certains territoires sont échangés ou rendus :
- En Europe, la France recouvre, sans aucune restriction, la pleine souveraineté sur Dunkerque.
- En Asie, la France récupère ses comptoirs en Inde, huit loges (Balassore, Cassimbazar, Yougdia, Dacca, Patna, Mazulipatam, Calicut et Surat).
- En Afrique, la France garde l'île de Gorée et le Sénégal.
- Aux Antilles, la France garde trois îles des Antilles (Martinique, Guadeloupe, Sainte-Lucie), récupère Tobago, mais cède Saint-Vincent-et-les-Grenadines à la Grande-Bretagne.
- En Amérique du Nord, la France garde Saint-Pierre-et-Miquelon et obtient un droit de pêche étendu sur les Grands Bancs de Terre-Neuve, sur les côtes nord-est et ouest, depuis le Cap Saint-Jean jusqu'au Cap Raye. Mais cependant, elle ne récupère pas sa Nouvelle-France qui est divisée en deux au niveau des Grands Lacs : la partie au nord (dont le Pays-d'en-Haut (futur Ontario) et le Québec) reste sous la domination britannique, tandis que la partie au sud, la Louisiane française (allant du sud des Grands Lacs au golfe du Mexique) reste coupé en deux par le Mississippi, avec à l'ouest la Louisiane espagnole et à l'est, les États-Unis[10] qui renommeront la Haute-Louisiane française en « Northwest Territory » en 1787.

## Signataires
Les articles préliminaires du traité anglo-hollandais sont signés le 2 septembre 1783 à Paris, mais si la Grande-Bretagne a été vaincue par la France et l'Espagne, l'alliée des franco-espagnols, les Provinces-Unies, poursuivant la guerre, fut défaite.    
Le traité franco-britannique est signé à Versailles le 3 septembre 1783 par Vergennes pour la France et le duc de Manchester pour la Grande-Bretagne.
Le même jour qu'est signé ce traité franco-britannique, un autre traité, le traité anglo-espagnol, est signé à Versailles entre le comte d'Aranda pour l'Espagne et le duc de Manchester pour la Grande-Bretagne. 
Ces trois traités de Versailles sont le pendant du traité de Paris de 1783 qui est signé le même jour par la Grande-Bretagne avec les représentants des treize anciennes colonies britanniques d'Amérique du Nord et qui met un terme à la guerre d'indépendance des États-Unis, à laquelle Français, Espagnols et Hollandais avaient pris part aux côtés des « insurgents » américains.   

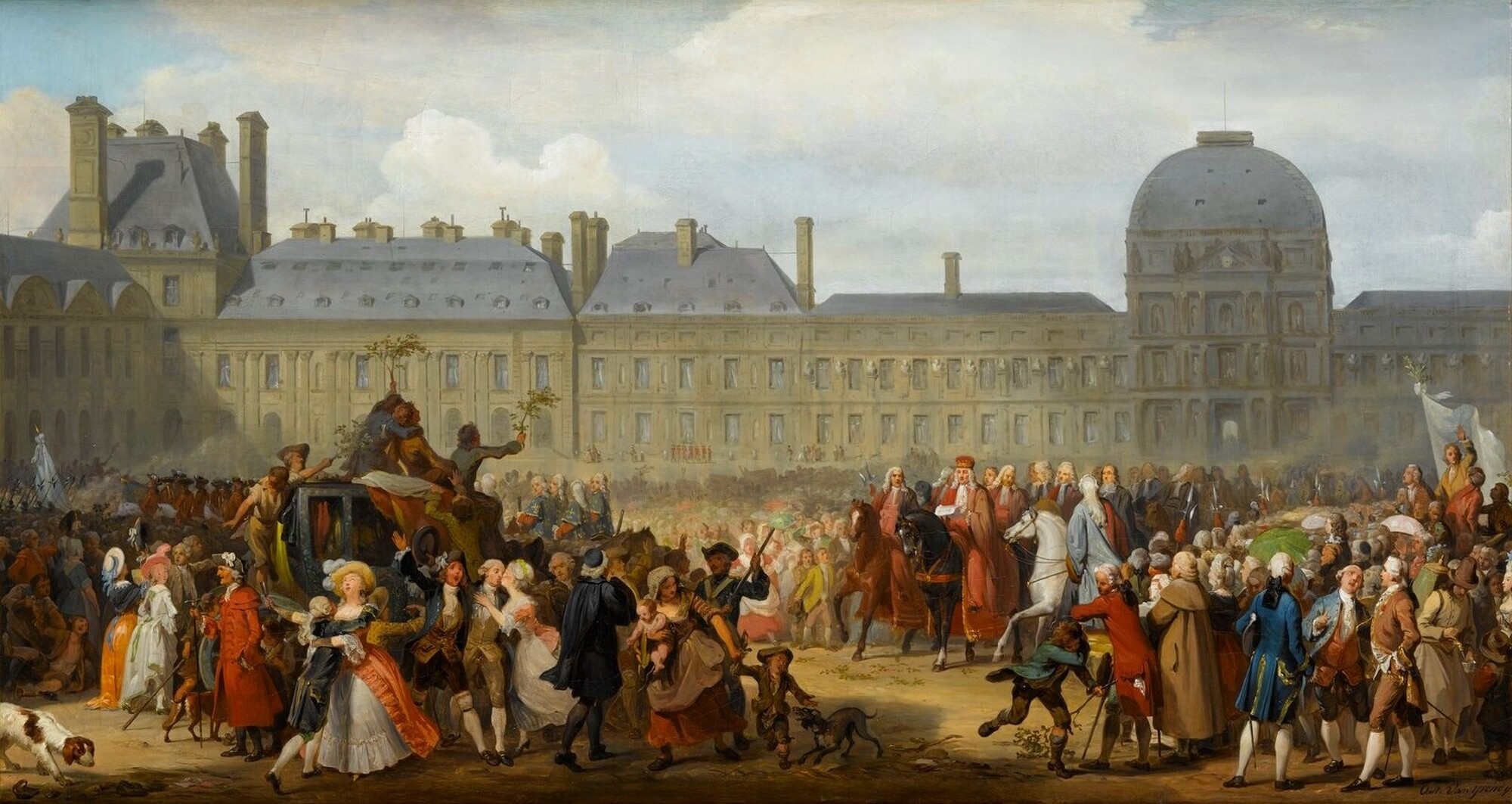
La publication du traité de paix de Versailles, le 25 novembre 1783.

Le traité de Versailles est publié le 25 novembre 1783.  
Le traité anglo-hollandais est signé à Paris le 20 mai 1784, par Lestevenon van Berkenroode et Gerard Brantsen pour les Provinces-Unies, et Daniel Hailes pour la Grande-Bretagne.

## Conséquences
Après ces traités de paix de 1783, même si la France ne récupère pas le Canada, elle recouvre son rôle d'arbitre du continent européen et redevient aux yeux du monde la première puissance. En effet, durant cette guerre, la flotte française a vaincu une flotte britannique deux fois plus grande qu'elle, et vengé l'affront qu'elle avait subi lors de la guerre de Sept Ans. 